# Danh sách nhân vật trong Kattobi Itto
Dưới đây là danh sách nhân vật trong manga Kattobi Itto (かっとび一斗) / Buttobi Itto (風飛び一斗) của tác giả Motoki Monma

## Kattobi Itto (Itto - Cơn lốc sân cỏ)
Truyện kể về cuộc sống của Katori Itto (nhân vật chính của bộ truyện) và những trò quậy phá của anh chàng. Vốn mồ côi mẹ từ nhỏ nên Itto sống với cha là một nhà phát minh đường phố (thông thường những sáng chế của ông đều vô dụng) không có bằng cấp hay nói đúng hơn gần giống lừa đảo. Thuở nhỏ sống ở Nhật Bản, sau khi học xong tiểu học sang Trung Quốc với cha và ở đây Itto đã học võ KungFu.Với môi trường giáo dục như vậy đã làm nên một Jindo không sợ trời không sợ đất, thích làm gì là làm đó. Sau khi lên cấp 2, Itto trở về Nhật vào học trường cấp 2 Seiga, bắt đầu một chuỗi ngày quậy phá hào hứng xung quanh môn thể thao bóng đá và cuộc sống thường ngày. Ngay ngày đầu tiên đã gây sự với anh bạn thời thơ ấu Yura Kazuma... Truyện cũng kể về hành trình của đội bóng Seiga những khó khăn và nước mắt.
Đi vào thế giới của truyện là những tràng cười ra nước mắt, không thể kiểm soát nổi những trò của tên lùn Itto. Mỗi trận đấu là một màn độc diễn hài của cậu trên sân khấu, một sàn đấu võ thích hợp cho những trận như vậy hơn là sân bóng đá. Tính cách hồn nhiên ngây thơ vô số tội của Itto làm cho mọi người cảm thấy quên đi những ưu phiền thường ngày. Những cuộc đời bất hạnh cũng được đề cập đến dưới một khía cạnh khác, những tràng cười trào phúng cũng được đề cập.Cuộc đối đầu giữa chàng lùn và anh khổng lồ Soken, những trận đấu võ với nhưng băng nhóm lưu manh, quậy phá...

## Buttobi Itto (Itto - Sóng gió cầu trường)
Buttobi Itto là phần 2 của Kattobi Itto. Buttobi Itto kể về hành trình của Itto ở trường cấp 3 Meihou. Ở đây cậu đã kết thân với Hanyu - Cao kều và Nedu - Tóc đỏ và lập thành "Bộ ba siêu quậy". Cả ba là chuyên gia rắc rối nên các thành viên trong Meihou rất ghét. Kokichi, một học sinh mới vào trường như Itto, Hanyu, Nedu luôn dùng mưu ma chước quỷ để khẳng định tài năng của mình.

### Katori Itto
Kattori Itto (香取 一斗) Nhóc lùn siêu quậy, luôn gây rắc rối với mọi người. Mồ côi mẹ nên Itto sống với cha từ nhỏ. Cha cậu là một nhà phát minh vỉa hè. Lâu lâu hai cha con lại bày trò lừa đảo câu tiền mọi người. Sau năm năm học Kungfu ở Trung Quốc, cậu đã quay về Nhật Bản và gia nhập đội bóng đá Seiga do Yura Kazuma dẫn dắt. Cậu và Yura là hai người bạn từ nhỏ. Ban đầu, cậu tham chơi bóng đá chỉ để chứng tỏ... mình là số 1 nhưng sau này cậu đã dần đam mê môn thể thao này.
Cậu là chân sút chủ lực của Seiga và Meihou. Itto có rất nhiều kĩ năng kì lạ như xoay vòng người trên không, lộn nhào, trồng cây chuối, quét chân,... để đi bóng qua người cũng như ghi bàn, đôi khi những chiêu thức không giống ai của cậu gây ra những trò hề xiếc trên sân. Cậu cũng không hiểu biết về luật bóng đá, chỉ cần biết rằng không được dùng tay ghi bàn là đủ. Itto không chơi xấu, nhưng hay trả đũa đối phương và dễ nổi nóng trên sân nếu bị ai đó kích động, thách thức. Cậu là biểu tượng của tinh thần chiến đấu đến giây phút cuối cùng, không bao giờ bỏ cuộc. Ở năm cuối cùng chơi cho Seiga, cậu đã ghi bàn thắng vàng hạ gục đội Kowaki (chính là kình địch cũ ở trận chung kết lần đầu tham dự giải toàn quốc Suei) để giúp Seiga vô địch toàn quốc, và cậu được bầu làm Cầu thủ xuất sắc nhất giải.
Itto mang trong mình tính xấu buôn bán gian lận, ham cá cược và cơ hội từ bố cậu, hay quậy phá, đánh nhau, tham ăn tục uống. Cậu thường lén lấy trộm đồ của cả đội rồi đem bán, nhưng lần nào cũng bị lộ tẩy. Nhiều tính xấu nhưng bản chất Itto là người nghĩa hiệp, cao thượng. Cậu rất ghét du côn và bọn sống 2 mặt. Cậu luôn là tâm điểm chú ý của các cầu thủ khác. Nhiều cầu thủ ganh ghét muốn triệt tiêu Itto. Những trò quậy phá của Itto rất nhiều người phát ghét. Sau khi tốt nghiệp cấp 2, cậu đi Brazil cùng bố để học bóng đá nhưng do trễ giờ bay nên cậu đã vào học ở trường Meihou tỉnh Saitama.

### Yura Kazuma
Yura Kazuma (由良和馬 ゆらかずま, Yūra Kazuma) Bạn từ nhỏ của Itto. Cậu và Itto là hai cầu thủ chủ lực của Seiga. Yura là cầu thủ quan trọng nhất của Seiga, thủ lĩnh của cả đội. Ngày mới gia nhập đội bóng, Seiga rất yếu. Do tức tối trước thái độ tập luyện, thi đấu bỡn cợt, coi thường đội bóng của đàn anh, cậu đã lao vào đánh nhau với cả đội ngay trên sân, hạ gục tất cả, và khiến những kẻ đó phải xấu hổ mà rời đi. Cậu đã xây dựng đội bóng lại từ đầu, kêu gọi được những cầu thủ giỏi về thi đấu, luyện tập cho những thành viên còn yếu kém. Từ khi có cậu, Seiga đã mạnh lên trông thấy. Vì thế Yura rất nổi tiếng trong giới học sinh cả nước.
Thể lực, kĩ thuật của cậu là hoàn hảo. Cậu có thể hất văng 2-3 cầu thủ đối phương chỉ với một pha đẩy vai. Yura rất gan lì, lăn xả, dù thương nặng đến mấy cũng thi đấu. Trong trận chung kết cuối cùng với Suei, dù chơi cả trận với chấn thương nứt xương sườn nhưng cậu cũng ghi được 1 bàn, và giành cúp xứng đáng.
Trong phần Buttobi Itto, Seiga và Meihou là hai địch thủ với nhau. Cậu có thể sút những cú từ 50 - 80m vào lưới một cách dễ dàng. Tên gọi quen thuộc: Máy ủi

### Munechika Makoto
Munechika Makoto (宗近 真 むねちかまこと, Makotō Mūnechika) Là thủ môn của Seiga trong Kattobi Itto. Cậu rất giỏi tính toán chiến thuật và chỉ huy phòng ngự, chơi bóng bằng chân cũng rất ấn tượng. Trong Buttobi Itto bỗng dưng Makoto chuyển lên làm tiền vệ trung tâm. Mặc dù vậy, Makoto vẫn đảm nhiệm tốt vị trí của mình. Biệt danh: Con nhện 4 mắt.
Dù không quá xuất sắc, nhưng Makoto lại là người duy nhất bắt dính được cú sút laser vô đối của ông anh trai Munechika Akira.

### Hanyu Daisuke
Hanyu Daisuke (羽生大介 はにゅうだいすけ, Habū Daisuke) Vị trí tiền đạo. Từng là vua phá lưới giải khu vực tỉnh Chiba, có tốc độ và lực sút khiến ai cũng phải vái chào. Chiều cao ấn tượng, kĩ năng chơi bóng tốt nhưng cậu lại là người dứt điểm kém, tỉ lệ sút 10 trúng 1. Với 1 loạt thành tích như phang vỡ kính xe bus hay phá mái nhà thì Hanyu có thể xếp ngang hàng với Itto. Về sau,nhờ Aizen Kyosuke, Hanyu đã tìm ra "vũ khí bí mật" cho giải liên trường: những quả căng ngang (xài đến má chân) có tốc độ của tên lửa Tomahawk!

### Nedu Katsuomi
Nedu Katsuomi (根津克臣 ねづかつおみ, Katsuōmi Nezū) Cầu thủ quậy không kém 2 người kia. Cậu nổi bật với mái tóc đầu đinh màu đỏ. Tư duy chiến thuật tốt. Cậu nổi bật từ tấn công đến phòng thủ, là người có kĩ thuật tốt bậc nhất Meihou. Cậu đá tiền vệ công, chuyên gia cung cấp bóng cho Hanyu và Itto. Nedu rất ghét những kẻ dám cho rằng Nedu kém hơn họ.

## Trường Seiga

### Hiraki Ryo
Hiraki Ryo (平木 涼 ひらきりょう, Hiraki Ryō) Chàng libero trầm tĩnh. Mang áo số 4. Là một hậu vệ quét rất nổi tiếng trong giới học sinh, phát động tấn công tốt, phòng thủ hay, một hậu vệ đáng tin cậy. Cậu là người đầu tiên gây sự với Itto khi Itto về nước, nhưng cậu cũng lập tức nhận ra năng lực đặc biệt của Itto, và hướng dẫn Itto những động tác chơi bóng cơ bản. Trong đội sau này, Hiraki và Itto có một mối quan hệ rất tốt. Itto là người Hiraki phục và cũng e sợ nhất nếu phải đối đầu. Itto hay gọi cậu là tên Mặt Lạnh.
Quá khứ cậu là những ngày sai lầm, nhưng bóng đá đã thay đổi cậu và giúp cậu nhận ra phẩm chất bóng đá thiên bẩm của mình.
Cậu đã từng rời Seiga vì làm chấn thương cầu thủ đội bạn trong một trận đấu. Nhờ Itto mà Hiraki mới quay lại với Seiga nhưng cũng vì Seiga mà Hiraki lại rời đội một lần nữa.
Do những rắc rối đám bạn cũ của cậu gây ra, cậu đã làm đơn rời đội. Chuyển sang thi đấu cho Ofunaura, cậu đã giúp hàng phòng ngự đội bóng này mạnh lên đáng kể. Tiến vào vòng bán kết Quốc gia gặp lại chính Seiga, cậu đã chơi 1 trận cực hay, nhưng sự xuất sắc của các đồng đội cũ bên Seiga đã khiến cậu đành nhận thất bại.

### Kai Akihiko
Kai Akihiko (甲斐秋彦 かいあきひこ, Akihiko Kai): Hậu vệ trung tâm của Seiga. Mang áo số 4. Em trai của Kai Kunihiko, cầu thủ số 10 huyền thoại. Là cầu thủ thay thế cho Hiraki Ryo. Kai bị nhiễm tính quậy của Itto và gọi Itto là đại ca. Kai rất nóng tính và bộc trực, nghĩ gì nói đó.
Sở trường của Kai là tiền đạo, nhưng khi nhận ra tài năng của mình còn quá nhỏ bé, cậu đã chấp nhận đá vị trí Libero để học hỏi thêm. Kai là người hỗ trợ tấn công rất hiệu quả. Khi itto hoặc Yura bị đau, cậu thường xuyên băng lên làm thay nhiệm vụ của đàn anh.

### Hata Yoshiaki
Hata Yoshiaki (波多喜明 はたよしあき, Hatā Yoshi'aki) Hậu vệ trung tâm của Seiga. Mang áo số 8. Trong trận đấu với Yakushijin cậu đã bị Himeno làm gãy chân.
Sau Khi Hata bị gãy chân và không tham gia được hội thao, Miyake - một trung vệ đẳng cấp đã mặt thay chiếc áo số 8 của Hata và đã góp công rất lớn trong việc ngăn chặn hàng tá chân sút hàng đầu của các đội bạn, đưa Seiga đến với ngôi vô địch

### Miyake
Cậu chuyển tới học ở Seiga từ 1 ngôi trường nhỏ tại Shizuoka. Cậu là siêu hậu vệ quét trong giới học sinh. Kĩ thuật, tốc độ, phản xạ đều hoàn hảo, thông minh, đọc trận đấu tốt, tài năng của cậu thậm chí vượt trội so với cựu hậu vệ quét Seiga - Hiraki. Tuy giỏi nhưng trường cũ của cậu không bao giờ tiến xa tại các giải đấu do các đồng đội trình độ không tương xứng, nên cậu không được nhiều người biết tên. Do thi đấu quá sức nên cậu bị vỡ đầu gối phải.
Chuyển sang Seiga, cậu đã giúp cầu thủ tài năng kém nhưng có quyết tâm là Goto tìm thấy sự tự tin thi đấu. Gia nhập Seiga với chiếc áo số 8, tham dự giải quốc gia với vết thương chưa lành, thường xuyên dự bị nhưng cậu được xem là chủ lực quan trọng của đội. Cậu thi đấu trận vòng 1/16 (vào sân giữa hiệp 1), bán kết (hiệp 2), chung kết (cả trận). Với tài năng của mình, cậu bắt chết chủ lực Seidei, Tomura của Natsumi, Joko của Ofunaura, ngăn cản phần nào Akira của Suei, điểm tựa giúp Seiga lội ngược dòng. Cậu đã giành chức vô địch quốc gia cùng Seiga xứng đáng.

### Tachibana Masumi
Tachibana Masumi (立花真澄 たちばなますみ, Masumi Tachibana) Tiền vệ trung tâm. Mang áo số 7. Sau khi Itto, Kazuma, Makoto và Hata tốt nghiệp, cậu lên làm đội trưởng Seiga.

### Okamoto Takeshi
Okamoto Takeshi (岡本武志 おかもとたけし, Takeshi Okamoto) Tiền vệ cánh. Mang áo số 6.

### Kato Hajime
Kato Hajime (加藤一 かとうはじめ, Katōu Hajime) Hậu vệ phải. Mang áo số 2.

### Masaki Tsuyoshi
Masaki Tsuyoshi (正木剛 まさきつよし, Masaki Tsūyoshi) Tiền vệ trung tâm. Mang áo số 5.

### Hagi Naoya
Hagi Naoya (萩直也 はぎなおや, Wāgi Naoya) Tiền vệ. Mang áo số 11.

### Hashimoto Kiyoshi
Hashimoto Kiyoshi (橋本清 はしもときよし, Kiyoshi Hashimoto) Hậu vệ trung tâm. Mang áo số 3

### Iwama Soken
Iwama Soken (巌真総拳 いわまそうけん, Iwaotā Sōken) Học sinh du côn với thân hình khổng lồ. Soken bị đuổi học vì trận ẩu đả với Itto.

## Trường Suei

### Munechika Akira
Munechika Akira (宗近暁 むねちかあきら, Mune'chika Akira) Thủ quân đội bóng Suei với cú sút laser thần tốc bách chiến bách thắng. Mang áo số 10, cầu thủ xuất sắc nhất giới học sinh Nhật Bản. Cậu là anh trai song sinh của Makoto và bạn thân của Yura.
Đẹp trai tài giỏi, cậu được cả nước biết tên. Itto hay gọi cậu là gã Đẹp Mã (kẻ đẹp trai đáng ghét).
Là mẫu cầu thủ nhiệt tình và có trách nhiệm, Akira luôn lo lắng cho cả đội. Nhưng phải nói Akira là người vô tình nên đã bỏ rơi bạn bè và anh em để một mình gia nhập đội bóng Suei lừng danh, và trở thành đầu tàu. Với cú sút của mình Akira đã cho biết bao đội bóng phải phơi áo trước mũi giày và nhiều thủ môn phải thất thủ ngay cả Satomi Io vốn tự tin với đôi tay của mình. Kể về thời thơ ấu của anh chàng đội trưởng này, Akira cực kỳ thương người em sinh đôi là Makoto vốn mít ướt ngay từ nhỏ phải dựa dẫm vào anh.
Trong trận chung kết quốc gia mùa 1, cậu đã ghi 1 poker và lưới Seiga, và chơi 1 trận quyết tử với vết thương gãy xương vai. Akira đã bay người chắn cú đá quyết định có thể gỡ hòa của Itto đúng giây cuối cùng. Suei đã thắng nghẹt thở 4-3, và Akira hoàn toàn kiệt sức khi kết thúc trận đấu.
Mùa thứ 2, cậu lại gặp Seiga trong trận chung kết. Lần này tất cả các cú đá laser sở trường của cậu đều bị hóa giải 100%, bởi chính người em trai của cậu. Dù vậy cậu cũng chơi xuất sắc với 1 cú đúp và 1 kiến tạo. Cậu đã đá hỏng quả 11m trong hiệp phụ với cái chân bị thương, và lỡ cơ hội giải quyết trận đấu bằng bàn thắng vàng. Itto là người ghi bàn quyết định và chính thức biến cậu thành cựu vương.

## Trường Togo

### Satomi Io
Satomi Io (里見伊緒 さとみいお, Satoyoshi Io) Thủ môn của Togo. Cậu là thủ môn hào hoa, đẹp trai, tài năng, nhiều người hâm mộ.
Ở cấp 2, không một ai trong đội có thể tập cùng vì cậu quá giỏi. Cậu đành tự sút bóng và bắt bóng trong 1 khoảng cách hẹp. Vì thế khả năng sút của cậu ngang ngửa 1 tiền đạo xuất sắc.
Cậu có thể bắt được những cú sút tầm cỡ như Tia Yamazaki một cách dễ dàng, còn những chân sút tầm thường, cậu không thèm để tâm. Người duy nhất có thể ghi bàn từ ngoài vòng cấm vào lưới cậu là thiên tài Akira của Suei, tuy nhiên ở tình huống đó Satomi Io đặc biệt quan sát cách sút của Akira để học theo. Cậu là người thứ 2 trong truyện (sau Akira) có thể sút thành thạo cú sút phi đạn.
Để xưng bá toàn quốc và khẳng định tài năng của mình, Io đã chuyển từ Togo sang TOOA.
Cậu vừa ghét Itto vì hay trêu chọc cậu, nhưng cũng rất phục tài Itto, và coi Itto là cầu thủ đáng sợ nhất. Chưa từng có ai sút tung lưới cậu nhiều như Itto.

### Takiwaki Kai
Takiwaki Kai (滝脇解 たきわきかい, Takinowaki Kai) Đội trưởng Togo. Mang áo số 10. Sau này cậu cùng Satomi Io chuyển từ Togo sang TOOA.

## Trường TOOA Daifuzoku

### Nitanai Masakado
Nitanai Masakado (似内雅門 にたないまさかど, Nitanai Miyabi-mon) Đội trưởng TOOA. Mang áo số 5. Sở thích: Mút kem. To lớn, đầy sức mạnh nhưng cậu chỉ được xem là chân sút mức khá.

### Kurosaki Shiro
Kurosaki Shiro (黒崎史郎 くろさきしろう, Kurosaki Shirō) Tiền vệ. Mang áo số 10. Kurosaki luôn kiến thiết tạo những đường bóng cho Nitanai ghi bàn.

### Hanezawa Keita
Hanezawa Keita (羽沢恵太 はねざわけいた, Keita Hazawa): Tiền vệ trụ cột của TOOA. Mang áo số 3. Là cầu thủ có kĩ thuật chuyền bóng rất đặc biệt tuy đơn giản nhưng hiệu quả.

## Trường Seiho

### Deguchi Tota
Deguchi Tota (出口淘汰 でぐちとうた, Ideguchi Tōta) Đội trưởng Seiho. Mang áo số 10. Ngoại hình của cậu rất giống Diego Maradona. Cậu và Furuto được đánh giá là cặp bài trùng cực kì nguy hiểm, có khi còn hơn cả Kurosaki và Nitanai.
Cậu cũng là người nghĩ ra chiến thuật Nổi Sóng Thủy Triều để áp đảo đối phương, nhưng đã bị Makoto và Itto tìm ra cách phá vỡ.

### Furuto Masamichi
Furuto Masamichi (古戸真道 ふるとまさみち, Furudo Mamichi) Tiền đạo của Seiho. Mang áo số 9. Cậu rất giống gã du côn Soken. Tuy to xác nhưng cậu rất sợ Deguchi, kẻ thù không đội trời chung của cậu chính là Itto. Sở thích: thích để tóc giống Ruud Gullit.
Thể lực, khả năng tấn công của cậu không thua kém Yura là bao. Khả năng phối hợp với Deguchi là cực tốt. Cậu sau này cũng có mổi quan hệ éo le nhưng thân thiết với Itto.

## Trường Yakushijin

### Himeno Takumi
Himeno Takumi (姫野匠 ひめのたくみ, Takumi Himeno) Đội trưởng Yakushijin. Mang áo số 10. Himeno và đồng đội luôn giở trò hèn hạ trong mỗi trận đấu. Tuy nhiên, đội đó cuối cùng bị Kazuma hạ 6-1, và Hinemo đã phải chịu một trận đòn của Itto và một quả đấm của Kazuma

### Fuwa Katsuhiro
Fuwa Katsuhiro (不破克洋 ふわかつひろ, Katsuhiro Fuwa) Thủ môn của Yakushijin. Itto đã từng bị đánh thê thảm vì hắn. Kết cục, hắn đã chịu đòn trả thù rất dã man của Itto

## Trường Natsumi Ibaraki

### Seidei Yoichi
Seidei Yoichi (瀬井出洋一 せでいよういち, Sera Dei Yōichi) Đội trưởng của đội Natsumi Ibaraki. Rất đẹp trai và hào hoa, nhiều fan, nhưng anh không tài nào cưa đổ quản lý Makoto của Seiga. Cậu nổi tiếng với tuyệt chiêu cú sút vòng cung khi thân người nghiêng tới 45 độ. Mang áo số 10. Trong Buttobi Itto, Cậu gia nhập Seiga.

## Trường Busen

### Kai Kunikiho
Là thành viên cũ của Seiga nhưng ở thời điểm mà đội bóng này vẫn chỉ là đội bóng làng nhàng của khu vực với các  thành viên chỉ biết ăn chơi, gái gú. Trong thâm tâm, Kai Kunikiho đã chán ghét đội bóng vô tổ chức này và chỉ mong muốn có 1 người tâm huyết sẽ vực dậy Seiga. Để rồi như một định mệnh, Yura trong trận đấu đầu tiên của mình đã "tẩn" ngay các đàn anh của mình, Kai đã đánh gục Yura và đứng ra gánh chịu mọi hậu quả và nhắn nhủ với Yura rằng hãy đưa Seiga đến với giải vô địch cấp quốc gia nơi mà Kai sẽ dẫn dắt Busen chờ họ ở đó. Trong trận bán kết, cú sút của Kai mạnh đến nỗi đã xé rách lưới cầu môn của Seiga, thế nhưng sức mạnh tiềm ẩn của Itto đã được thể hiện đúng vào lúc Kai và các cầu thủ Busen chủ quan nhất, chiến thắng dành cho Seiga và một tấm vé lọt vào trận chung kết. Sau này, Kai đã sang Đức tập luyện để nhanh thích nghi với môi trường bóng đá đỉnh cao và sớm trở thành cầu thủ chuyên nghiệp.

## Trường Meihou

### Sugiura Sanza
Sanza Sato Sugiura (杉浦斬佐 すぎうらさんざ, Sugiura Sanza): Là 1 hậu vệ đẳng cấp. Mang áo số 5. Dẫu luôn được hưởng cái vinh dự dùng quần lau chùi băng ghế dự bị ở tuyển U-18 tuy nhiên anh vẫn là viên gạch trụ của "bức tường Meihou" với tuyệt chiêu xoạc bóng lưỡi liềm, giỏi gây áp lực lên đối phương. Là tổ sư của nghề chém gió. Aoi Shiba - con huấn luyện viên Shiba là người trong mộng của Sanza. Biệt danh của Sanza là "Máy nổ". Sanza thực ra là người rất trách nhiệm, máu lửa, đáng tin cậy vào những lúc khó khăn.

### Mao Raita
Mao Raita (真央雷太 まおらいた, Ma'o Raitā): Một người đội trưởng mẫu mực, 1 trung vệ thép. Mang áo số 2. Một cầu thủ đáng tin cậy, một chỗ dựa cho toàn đội với tinh thần thi đấu lăn xả, hết mình và kỹ-chiến thuật cũng rất đáng nể. Nhưng "được" cái là anh mắc bệnh thần kinh không ổn định nên tính tình khá bất thường. Trong trận đấu đầu tiên của giải liên trường, anh đá phản lưới nhà do sức ép, nhưng sau đó đã chơi tuyệt hay và cùng đội lật ngược thế cờ.
Cậu với Yamazaki là bạn thân, đồng thời cũng là đối thủ không đội trời chung.
Các thành viên trong đội hay gọi cậu là Kingkong do sự nóng nảy, thể lực và cơ bắp tuyệt vời của cậu.

### Oishi
Oishi (大石 おおいし, Ōishi): Một trong 4 viên gạch trụ của Meihou, đeo áo số 3. Cậu là cạ cứng của đội trưởng Raita Mao.
Chơi tiền đạo thời cấp 2 nên cậu là một hậu vệ tấn công chất lượng với khả năng sút rất tốt. Lực sút cậu thua mỗi Hanyu trong Meihou, nhưng chuẩn xác hơn rất nhiều. Itto hay gọi cậu là Đại Sư do cậu để đầu hói.

### Kagari
Kagari (加苅 かがり, Kāriyasu): Thủ môn của Meihou. Tuy lùn nhưng phản xạ cực tốt, bắt 11m rất hay, cậu đã nhiều lần cứu nguy cho Meihou.
Biệt danh: Lùn hột mít tóc xoăn.

### Kubo Jun
Jun Kubo Makoto (久保純 くぼじゅん, Kūbo Jūn): Đương kim đệ tử môn chém gió của máy nổ Sanza. Mang áo số 17. Là công tử con nhà giàu. Itto thường gọi Kubo là Cục vàng mắt cụp hay Tóc vàng mắt cụp. Lãng tử, đẹp trai, hay làm điệu, nên nhóm Itto thường tìm cách cốc đầu cậu cho đỡ ngứa tay.
Kubo có khả năng dắt bóng và chuyền dài tuyệt hảo, nhưng cậu không thể đá bóng nếu bóng còn di động. Đây là nhược điểm cực lớn của cậu.

### Kano
Kano (鹿野 かの, Kāno): Đầu não của hàng tiền vệ. Mang áo số 10. Là nhà kiến thiết bóng của Meihou,có thể chơi tốt ở mọi vị trí. Ikezoe của Makura và Kano là cặp tiền vệ kỳ phùng địch thủ.

### Shirakawa Yuki
Shirakawa Yuki (白河由希 しらかわ, Shira'kawa Yūki): Hậu vệ với mái tóc lãng tử. Cậu xuất thân là con nhà yakuza ở Tokyo.

### Fujisaki
Fujisaki (藤崎 ふじさき, Fuji'saki): Tiền vệ. Mang áo số 8. Khá yếu bóng vía. Tuy nhiên Fujisaki cũng đã khá liều lĩnh trong các pha tranh bóng.

### Nishihara
Nishihara (西原 にしはら, Nishi'ha'ra): Tiền vệ. Mang áo số 6.

### Tiểu Cát
Yahata Kokichi (八幡小吉 やはたこきち, Yawāta Kokīchi) - Tiểu Cát: Dự bị lùn của Meihou. Là cầu thủ gian manh, lươn lẹo. Cậu còn thấp hơn cả Itto và Kagari. Mang áo số 18. Kĩ năng chơi bóng của cậu rất tồi, nhưng thay vì chăm chỉ luyện tập, cậu chỉ biết dùng những trò ma mãnh để dành suất đá chính, nhưng chưa lần nào thành công. Tuy nhiên cậu cũng đã ghi bàn thắng may mắn để đời vào lưới Makura hùng mạnh trong trận đấu chính thức duy nhất của mình.

### Funamoto
Funamoto (船本 ふなもと, Fūnamoto) Tiền vệ. Tài năng của cậu chỉ xếp ngang hàng với Fujisaki hay Nishihara. Mang áo số 7.

### Yashiro
Yashiro (屋代 やしろ, Yāshiro) Tiền đạo dự bị. Kiểu tóc Yashiro khá giống Nagumo và Seidei. Mang áo số 9.

### Yuri Torii
Yuri Torii (鳥居雄司 とりいゆうじ, Torii Yūji) Tiền đạo dự bị. Mang áo số 11. Giống Itto, mồ côi mẹ từ nhỏ từ nhỏ nên phải sống với bố. Bố cậu là một người nông dân nát rượu.

### Marayama
Marayama (丸山 まるやま, Marūyama) Thủ môn dự bị. Mang áo số 20. To béo, chậm chạp, tâm lý yếu, về thể hình tuy Marayama hơn hẳn Kagari nhưng tài năng thì ngược lại.

### Chikayobu Shiba
Chikayobu Shiba (志波監督  しばかんとく, Shiba Chikayobū) Huấn luyện viên đội Meihou. Đã là tiền đạo nổi danh một thời lúc trẻ. Huấn luyện viên chính là người đã đào tạo Aizen Kyosuke, huấn luyện đội Seiga trong Buttobi Itto.

### Aoi Shiba
Aoi Shiba (志波葵 しばあおい, Shiba Āoi) Con gái huấn luyện viên Shiba. Người trong mộng của "máy nổ U-18" Sanza. Các thành viên trong đội bóng sợ Aoi hơn là cô sợ thi lại.

### Sato Yoshio
Sato Yoshio (佐藤義雄 さとうよしお, Satō Yoshio) Cố vấn của Meihou. Nói là cố vấn nhưng Sato chỉ làm việc đi thăm dò các đội bóng khác.

## Trường Makura

### Yamazaki Ichiro
Yamazaki Ichiro (山崎一朗 やまざき, Itirō Yamazaki) Đội trưởng Makura. Mang áo số 9. Có thể coi Yamazaki là một trong những tiền đạo xuất sắc nhất của bộ truyện. Và Yamazaki đã tự lăng-xê thì cú sút của mình vừa có sức công phá như của Hanyu lại vừa có sự chính xác như của Nedu và lấy tên là Tia Yamazaki.

### Ikezoe
Ikezoe (池添 いけぞえ, Ikezoē) Tiền vệ của Makura. Mang áo số 10. Là nhà kiến thiết của Makura và là nhà máy cấp bóng cho Yamazaki. Anh có lối chơi hào hoa đúng nghĩa của một số 10 cổ điển, lừa bóng, chuyền bóng, đạo diễn trận đấu cậu đều thực hiện tốt cả. Anh là người trực tiếp thực hiện những chỉ đaọ của HLV vào sân bóng, rất được lòng HLV Ozawa.

### Ishii
Ishii (石井 いしい, Ishī) Tiền đạo của Makura. Mang áo số 11. Ishii rất hay khóc như một đứa trẻ con.

### Akasu Seji
Akasu Seji (赤須征二 Sēji Akasu) Tiền đạo dự bị của Makura. Mang áo số 15. Akasu có lối chơi bóng "xiếc" như Itto. Những cuộc khẩu chiến của Akasu và huấn luyện viên Ozawa khiến ai cũng phải vái chào.

### Hirano
Hirano (平野 Hirāno) Thủ môn của Makura.

### Huấn luyện viên Ozawa
Huấn luyện viên Ozawa (小沢監督 おざわかんとく, Ozawa Kantoku) Huấn luyện viên của đội Makura. Ông hội tụ đủ 3 điều: xấu, điệu, kiêu. Ông suốt ngày bù đầu vì trốn nợ. Đồng hồ Rolex, veste Armani, giày Italy và hai chiếc Ôtô của ông đã bị thành phế thải vì Hanyu và Itto. Tiểu Cát đã từng vẽ một bức biếm họa về Ozawa với tựa đề Drazawa (Dracula + Ozawa).

### Koganezawa Seiji
Koganezawa Seiji (小金沢征二 こがねざわせいじ, Sēji Koganezawa) Học sinh trường Makura mà bộ ba siêu quậy gặp ở quán Game.